# .lu

.lu és el domini de primer nivell territorial (ccTLD) de Luxemburg. Els dominis .lu els administra RESTENA. Des de l'1 de febrer de 2010, el contacte administratiu del domini ja no ha d'estar ubicat a Luxemburg.
Durant molts anys, les sol·licituds per als dominis .lu es podien fer només via correu postal o fax. Les tarifes per un domini de segon nivell a .lu són de 40 euros per a la creació (o la modificació d'un contacte) i 40 euros cada any (IVA inclòs). El 18 de setembre de 2006, el registre va permetre de fer el registre mitjançant una empresa intermediària. Tot i que encara és possible el registre en paper clàssic, es prefereix de fer-ho amb un registrador autoritzat.